# Coryphomys buehleri
Genre
Espèce
Statut de conservation UICN

 EX  : Éteint
Coryphomys buehleri est une espèce éteinte de rongeurs de la famille des Muridés (Muridae). Ce rat géant vivait sur l'île du Timor où il a été collecté à l'état de subfossile, datant de l'ère quaternaire. C'est la seule espèce du genre Coryphomys.